# Hertul fia Miklós
Hertul fia Miklós (1320 k.–1385 k.) avagy Meggyesi Miklós, Nagy Lajos király udvari festője, címerfestő és talán herold (cymerarius), Hertul mester fia.

## Élete
Okleveles említése először 1348-ból ismeretes. 1352-ben egy oklevélben gyermekkorától a királyt szolgáló "cymerarius"-ként ("cimerarius noster", királyi címerfestő) szerepel. 1356-ban már festőként szerepel ("Nicolaus filius Hertul fidelis pictor noster"). Nagy Lajos visszaadta neki Medgyes helységet, melyet korábban apja, Hertul birtokolt, de időközben elzálogosított. Az oklevél nagy elismeréssel ír Miklós művészetéről.
Sopron város levéltárában Nagy Lajos említett 1356-os oklevelén kívül megtalálható leánya, Mária királynő két oklevele is, melyek említést tesznek a család harmadik generációjának tagjáról, Miklós mesterről. 1373-ban mint Hertul fia Miklós fia Miklós, 1383-ban mint nemes ember szerepel. 1385-ben már nem élt. Mária királynő oklevelei arra utalnak, hogy Miklós magtalanul halt meg, ezért nemesi birtoka, Medgyes (Fertőmeggyes) az ősiségi törvény értelmében visszaszállt a koronára, melyet Mária Sopron városának adományozott.

## Művei

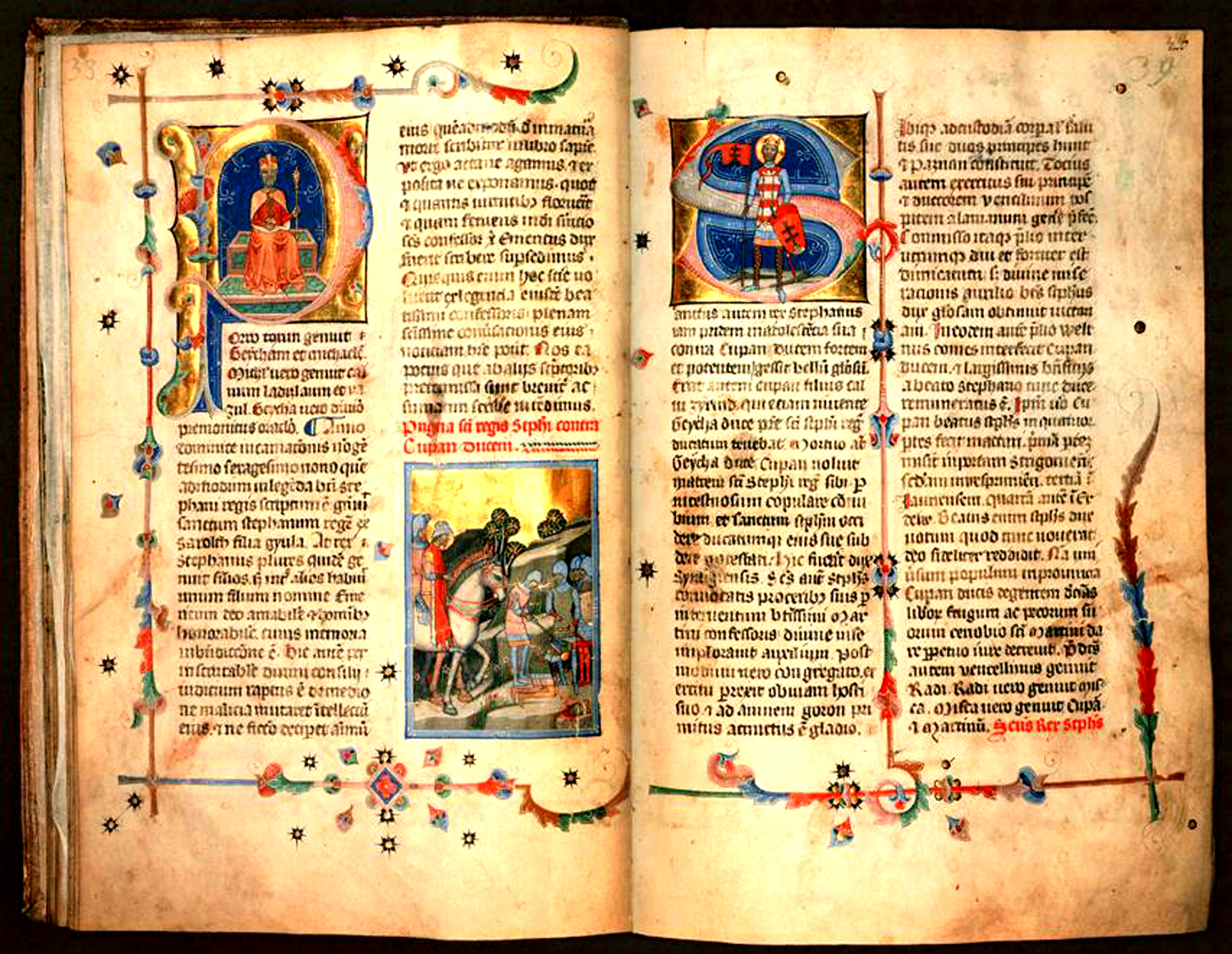
Művészettörténészek szerint a Képes krónika festője Hertul fia Miklós volt

Jakubovich Emil szerint a Képes krónika festője Hertul fia Miklós volt. Ezt számos művészettörténész elfogadta, bár nem sikerült egyértelműen bizonyítani. Az újabb kutatások szerint nem egyetlen festő készítette, hanem egy festőműhely munkája, talán Miklós vezetése alatt. A képek színvonala eltérő, ami szintén a többkezűségre utal. A kódex Nagy Lajos könyvtára számára készült, ezért jogosan feltételezhető egy Nagy Lajos udvarában működő műhely, ahol okleveleket másoltak és címereket festettek. A címeradományozások éppen Nagy Lajos uralkodása alatt indultak meg Magyarországon és egész Európában.
A krónikában zászlók, heraldikai díszítésű ruházat, és képzeletbeli címerek is láthatók a preheraldikus korban élő személyek ábrázolásain. Árpád vezért hollóra emlékeztető madárral ábrázolja, ami a magyarok totemállata, a turulmadár. Az országcímer szerepel a vágott és kettős kettős keresztes alakban is.
A Képes krónika miniátora a feltételezések szerint az 1360-as évek elején kezdte el a festést vagy esetleg, az írással szorosan együtt, azaz az 1350-es évek végén, feltehetően a budai királyi kancellárián. A kódex első lapján látható Nagy Lajos alakja és címere (még a lengyel címer nélkül). Ezt a címert Nagy Lajos a lengyel trón elfoglalása (1370) előtt nem használhatta. A másik hiteles könyv ugyanannak a műhelynek, sőt mesternek jóval egyszerűbb alkotása, a régen tévesen Arisztotelész munkájának tartott királytükör, a Secrerum secretorum, amelyet ma az oxfordi Bibliotheca Bodleiana őriz. Ez a kódex több mint egy évtizeddel a Képes krónika után készült, mert a király alakján és a magyar címeren kívül ezen már a lengyel címer is látható. Az illuminátor a Képes krónikában nemegyszer olyan jeleneteket is megfestett, melyek nem szerepelnek a szövegben.